# 蘇格蘭法律制度
蘇格蘭法律制度（英語：Scots law）是指蘇格蘭的法律系統。蘇格蘭法律制度混合了歐陸法系和英美法系的特徵，和英格蘭法律制度及北愛爾蘭法律制度共同構成了英國法律制度。蘇格蘭法律制度可追溯至11世紀。

## 外部連結
- .   [2023-12-03]. （原始内容存档于2011-06-08）.
- .   [2023-12-03]. （原始内容存档于2024-04-01）.
- .   [2023-12-03]. （原始内容存档于2020-12-07）.
- .   [2023-12-03]. （原始内容存档于2024-03-29）.
- .   [2023-12-03]. （原始内容存档于2014-10-31）.